# 南條ひかる
南條 ひかる（なんじょう ひかる、12月26日 - ）は、日本の女性声優。千葉県出身。以前はクレールに所属していた。

## 略歴
『バトルアスリーテス大運動会 ReSTART!』のパリア・レスピーギ役がテレビアニメのデビュー作となった。
2024年2月29日をもってクレールを退所したことを自身のSNSで発表した。

## 人物
趣味としてシミュラクラ現象、ラーメン屋巡り、YouTubeの鑑賞をそれぞれ挙げている。特技としてフリップ芸や蝉の鳴き真似を挙げている。

## 出演
太字はメインキャラクター。

### テレビアニメ
- スーパーカブ（2021年、生徒）
- バトルアスリーテス大運動会 ReSTART!（2021年、パリア・レスピーギ[6]）
- 女神寮の寮母くん。（2021年、香炉野すてあ[7]）

### Webアニメ
- HoYoFair2024春 原神・同人特別番組『テイワット映影祭』「信仰の境: 真実の演繹」（2024年、ドリー[8]、カウントダウンの声）

### ゲーム
2019年
- MEOW-王国の騎士-（コーリン）
- バレットブレイク
- アミュージングヒーローズ（アンボニー）
- Lost Archive ロストアーカイブ（ガラス槍の兵士、魔術の先導者）
- アークオーダー
- ボーダーレイン -君臨ノ境界（トムリ）
- メリーガーランド（トルリ、ベリアル）
- メモリアルレコード（リアーナ・ヴァレリー）
- 刻のイシュタリア（朱点）
- 星界神話 -ASTRAL TALE-（黄泉の胡蝶・カンナ）
- ウチの姫さまがいちばんカワイイ（コニー・クレセント）
- ガールズカタルシス（サナ、アンナ、ヤマト）

2020年
- 三国鍛冶物語 〜最高の商会を目指せ〜（蔡文姫、銅雀大喬、孫尚香）
- 感染少女（ズンコ）
- 戦女物語 -ヴァルキリーヒーローズサガ-（西村遥、ルシファー）
- DAIROKU:AYAKASHIMORI
- リン ザ ライトブリンガー
- ステラクロニクル
- Hell Sports（トラステイ、ヒショ）

2022年
- ユグドラ・レゾナンス（リディア）
- 蒼き雷霆 ガンヴォルト 鎖環（一般兵 他）
- ヴェルヴェット・コード（ヘレナ、深雪）

2023年
- 奏でて女子高（ヴァルトラウテ、ロスバート、蔡文姫）
- けものフレンズ3（N・ハイランドワイルドドッグ）
- ハツリバーブ（2023年 - 2024年、ギア、ユリウス、アイシリカ）

### 吹き替え
- マロナの幻想的な物語り（イシュトヴァンの妻）

### その他のコンテンツ
- IRIAM Vライバー「社 ほむら」CV（2020年 - ）[17]

## ディスコグラフィ

### キャラクターソング
| 発売日         | 商品名                                                                | 歌                               | 楽曲                       | 備考                                                      |
| -------------- | --------------------------------------------------------------------- | -------------------------------- | -------------------------- | --------------------------------------------------------- |
| 2021年11月17日 | 走れ！「バトルアスリーテス大運動会 ReSTART!」究極のキャラソンアルバム | パリア・レスピーギ（南條ひかる） | 「天才ドクターにおまかせ」 | テレビアニメ『バトルアスリーテス大運動会 ReSTART!』関連曲 |